# Hen Ogledd

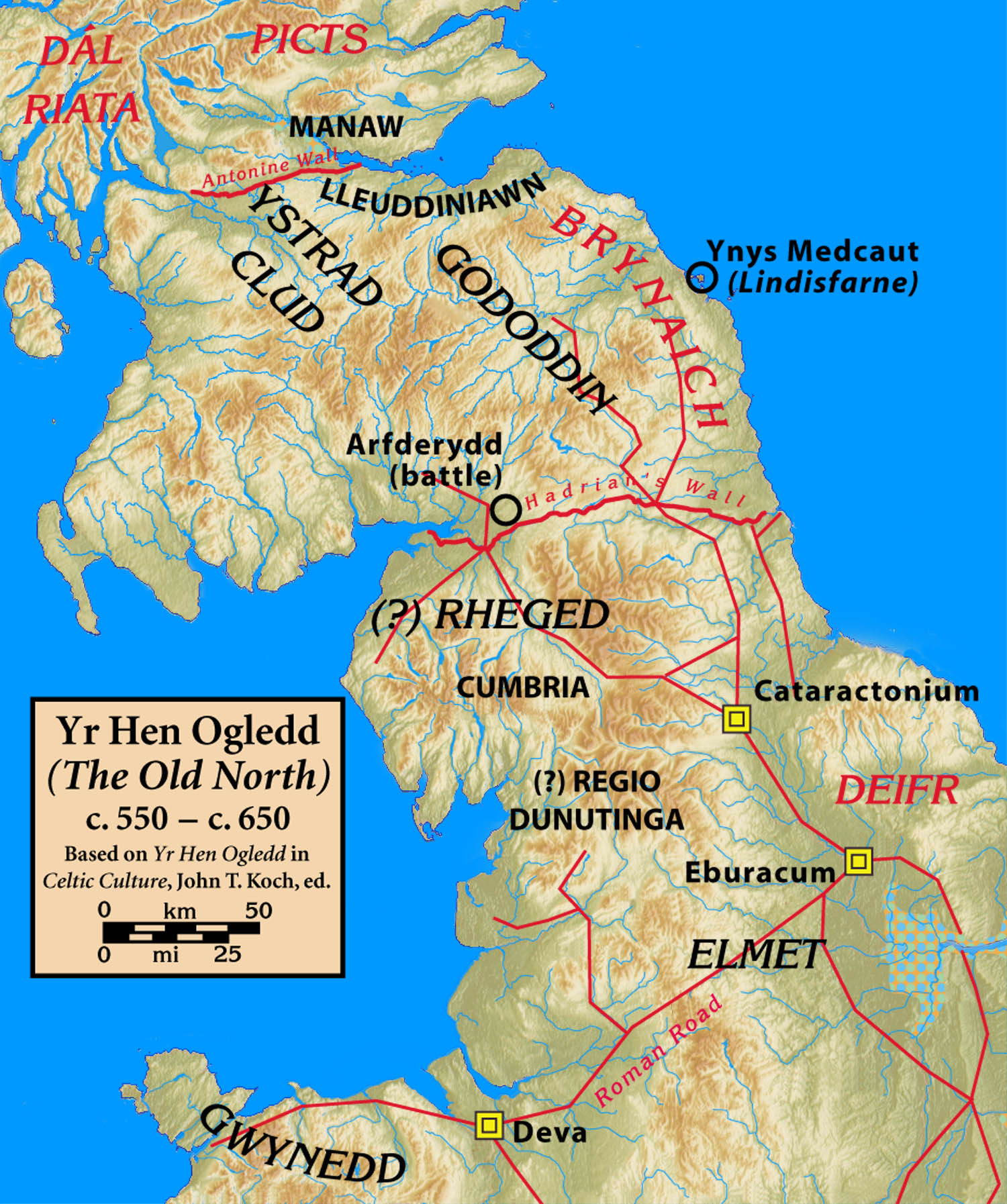
Carte du Hen Ogledd vers 600. Les noms de peuples de langue brittonique sont en noir, les autres en rouge.

Yr Hen Ogledd (« le Vieux Nord » en gallois) est une région historique de Grande-Bretagne.
Il correspond aux régions du nord de l'Angleterre et du sud de l'Écosse qui sont occupées par des peuples de langue brittonique dans les premiers siècles de la période post-romaine de l'histoire de l'île, par opposition aux Pictes, aux Scots du Dal Riada et aux Anglo-Saxons de Northumbrie. Il ne subsiste que quelques termes et toponymes de leur langue, le cambrien.
Le qualificatif de « Nord » pour désigner cette région est utilisé dès le Moyen Âge par les Gallois, par exemple dans les généalogies réunies sous le titre de Bonedd Gwŷr y Gogledd, « Ascendance ou Extraction des Hommes du Nord ».

## Royaumes
Les principaux royaumes du Hen Ogledd sont l'Alt Clut (qui existe jusqu'au XIe siècle sous le nom de Strathclyde), l'Elmet, le Gododdin et le Rheged. D'autres royaumes moins importants sont mentionnés dans la littérature, et notamment le poème Y Gododdin, comme l'Aeron (dans l'Ayrshire ?), l'Eidyn (région d'Édimbourg), le royaume d'Ebrauc, le Brynaich, vraisemblablement à l'origine de la Bernicie anglo-saxonne, ou le Novant, correspondant peut-être au territoire des Novantae.

## Langue
Les ouvrages modernes utilisent le terme « cambrien » pour désigner la langue brittonique parlée dans le Hen Ogledd. Elle était très étroitement liée au vieux gallois, avec quelques différences locales, et était également apparentée au cornique, au breton et à la forme pré-gaélique du picte. Aucun texte écrit en cambrien n'a survécu jusqu'à nos jours, les traces de son existence se retrouvent dans des toponymes, des noms propres dans certaines inscriptions et dans des sources ultérieures non-cambriennes, dans deux termes du Leges inter Brettos et Scottos (en) et dans le corpus de poésie des cynfeirdd, les « premiers poètes », qui concerne quasi-exclusivement le nord.
La poésie cynfeirdd est la plus grande source d'information, et il est généralement admis qu'une partie du corpus a été composée à l'origine dans le Vieux Nord. Cependant, elle n'a survécu que dans des manuscrits écrits ultérieurement au Pays de Galles, et on ne sait pas à quel point ceux-ci sont fidèles aux originaux. Néanmoins, ces textes contiennent des différences perceptibles qui les distinguent du parlé du gallois contemporain. En particulier, ces textes contiennent un certain nombre d'archaïsmes (des éléments qui étaient, à une époque, communs aux différentes langues brittoniques, mais qui ont plus tard disparus du gallois et des langues brittoniques du sud-ouest). Cependant, les différences sont généralement légères, et la distinction entre le Cambrien et le Vieux Gallois est bien plus géographique que linguistique.
Le cambrien a progressivement disparu pendant que la région était conquise par les Anglo-Saxons, puis par les Scots et les Norsemen (en), bien qu'il ait survécu dans le Royaume de Strathclyde, centré à Alt Clut maintenant la ville écossaise de Dumbarton. Kenneth Jackson a émis l'hypothèse qu'il ait ré-émergé en Cumbria au Xe siècle, quand Strathclyde a établi son hégémonie sur cette région. Nous ne savons pas quand le cambrien s'est finalement éteint, mais le Yan Tan Tethera (en), un système de comptage d'origine celtique, attesté dans le nord de l'Angleterre depuis le XVIIIe siècle a été proposé comme preuve de la survie d'éléments du cambrien, bien que cette vision ait été largement rejetée pour des raisons linguistiques, avec des indices qu'il ait été importé en Angleterre après l'époque du Vieil anglais,.